# Памятник Ломоносову (Москва, Воробьёвы горы)
Памятник М. В. Ломоносову на Воробьёвых горах Москвы установлен рядом со зданием Московского университета на площади Ломоносова.

Студенты у памятника

## История
Памятник перед клубной частью Главного здания МГУ был установлен в 1953 г. через 13 лет после того, как Университету было присвоено имя М. В. Ломоносова. Памятник был возведён в центре площади между зданиями Химического и Физического факультетов МГУ. Он представляет собой бронзовую фигуру учёного, стоящую на цилиндрическом постаменте, выполненном из светло-серого гранита, с карнизом-капителью. Молодой Ломоносов держит в руках перо и бумагу, символизирующие правила и принципы работы созданного его усилиями Университета. Его облик символизирует образ молодого учёного, стремящегося к знаниям. Памятник украшают три пояса, которые сверху и снизу охватывают его цилиндрическую часть. На обвитой лаврами доске-картуше, прикреплённой к постаменту, указаны имя учёного и годы его жизни. Памятник находится на центральной оси как всего архитектурного комплекса зданий МГУ, так и недавно возведённого здания Фундаментальной библиотеки МГУ.
Авторами памятника выступили скульптор Н. В. Томский и архитектор Л. В. Руднев.
С памятником связана забавная история многолетнего «соперничества» между Химическим и Физическим факультетами Университета — к которому из них памятник ближе. Несмотря на все усилия (в том числе с использованием технических средств от спичечного коробка до лазерного дальномера), приоритет ни одного из этих двух факультетов так и не удалось доказать: выяснилось, что памятник расположен на три метра ближе к Химическому факультету, который находится по правую руку Ломоносова, но на три градуса повёрнут в сторону Физического факультета. В конце концов спорящие стороны примирились тем, что Ломоносов стоит спиной к ректорату.
В сентябре 2022 г. студент ФГП МГУ В.А.Горелышев написал на основании памятника фразу "Нет войне" в качестве протеста против войны на Украине, за что был подвержен уголовному преследованию со стороны российских властей. Дело завершилось положительно для него, уголовная ответственность была с него снята и заменена судебным штрафом. Следы граффити, несмотря на тот факт, что студент полностью возместил МГУ ущерб в его денежном эквиваленте, продолжают - если приглядеться - оставаться на памятнике.